# Замок Йоханнесбург
Замок Йоханнесбург (нем. Schloss Johannisburg) — ренессансный замок в Ашаффенбурге, Германия. Возведён из тёмного известняка в 1605—1614 годах и служил восточной резиденцией майнцских архиепископов до 1803 года. Донжон сохранился от предыдущего замка XIV века. Интерьеры выдержаны в духе классицизма и отражают вкусы конца XVIII столетия.

## История

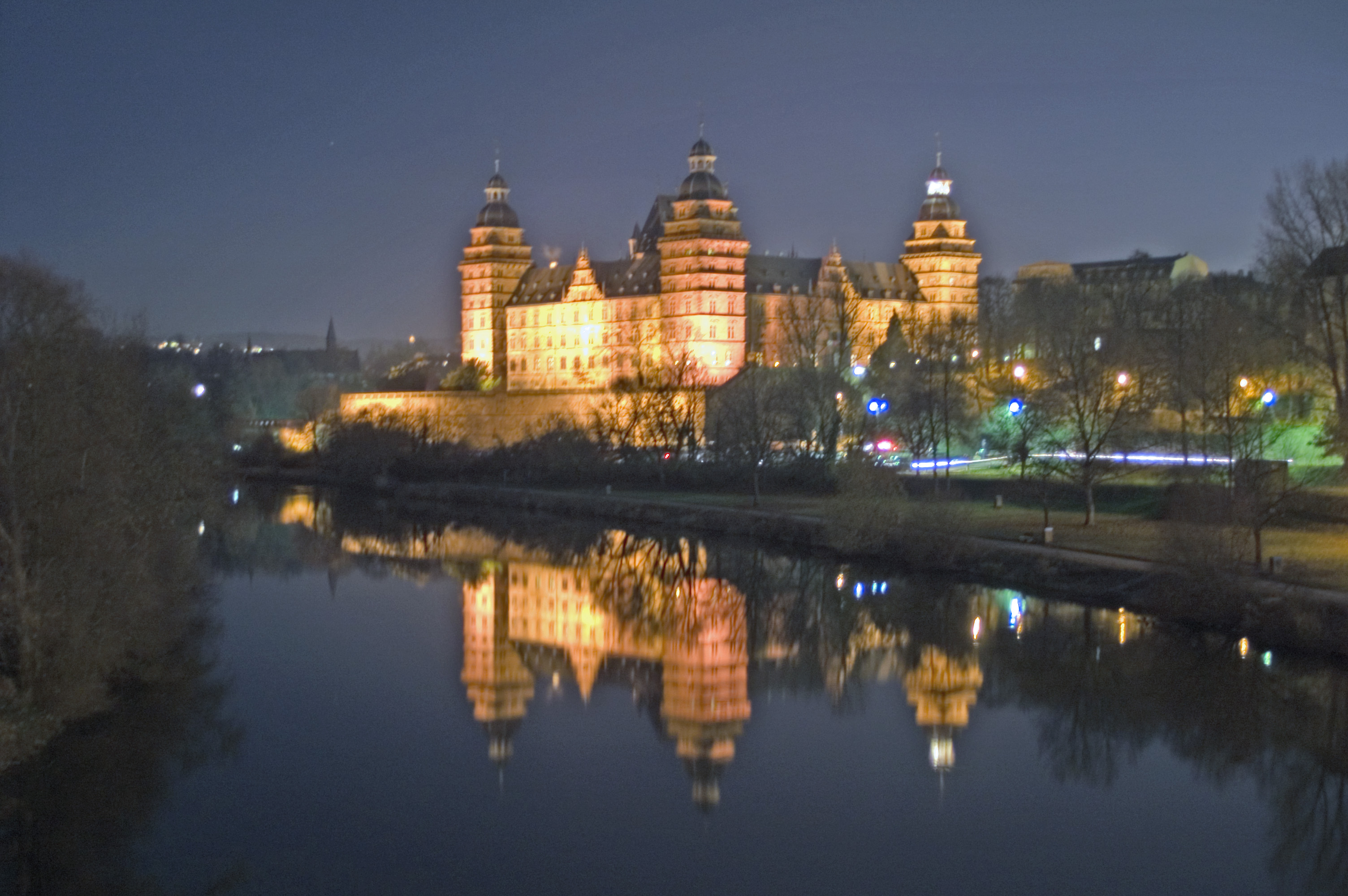
Замок Йоханнесбург

Сохранились упоминания о средневековом замке, стоявшем на холме уже в XIV веке и являвшемся второй резиденцией архиепископов Майнца, руководивших крупнейшей церковной провинцией Священной Римской империи. В XIII—XV веках Ашаффенбург был местом проведения различных собраний князей и церковных синодов. Сюда приезжали, например, короли Людвиг Баварский и Вацлав IV.
В 1539 году в Ашаффенбург из Галле, спасаясь от Реформации, перебирается Альбрехт Бранденбургский, архиепископ магдебургский и майнцский, курфюрст и эрцканцлер Священной Римской империи. Но уже в 1552 году замок был разграблен и разрушен во время Второй маркграфской войны, и многие произведения искусства, перевезенные в Ашаффенбург, были безвозвратно утрачены. Однако работы Лукаса Кранаха Старшего и его школы уцелели и сегодня являются частью государственной картинной галереи в Ашаффенбурге, расположенной в замке.
В 1604 году новый архиепископ майнцский, курфюрст и эрцканцлер Священной Римской империи, Иоганн Швейкхард фон Кронберг поручил страсбургскому архитектору Георгу Ридингеру перестроить замок. Архитектор снёс остатки старого замка, оставив от него лишь центральную готическую башню, ставшей пятой башней в новом здании в центре северо-западного крыла. Новое название замка — Йоханнесбург — имеет отношение как к самому курфюрсту, так и к его святому покровителю Иоанну Крестителю. К 10-летию со дня его избрания курфюрстом, 17 февраля 1614 года, Иоганн Швейкхард фон Кронберг, торжественно освятил новый замок и перебрался в него на постоянное место жительства. Работы в замке были окончательно закончены только к 1619 году.

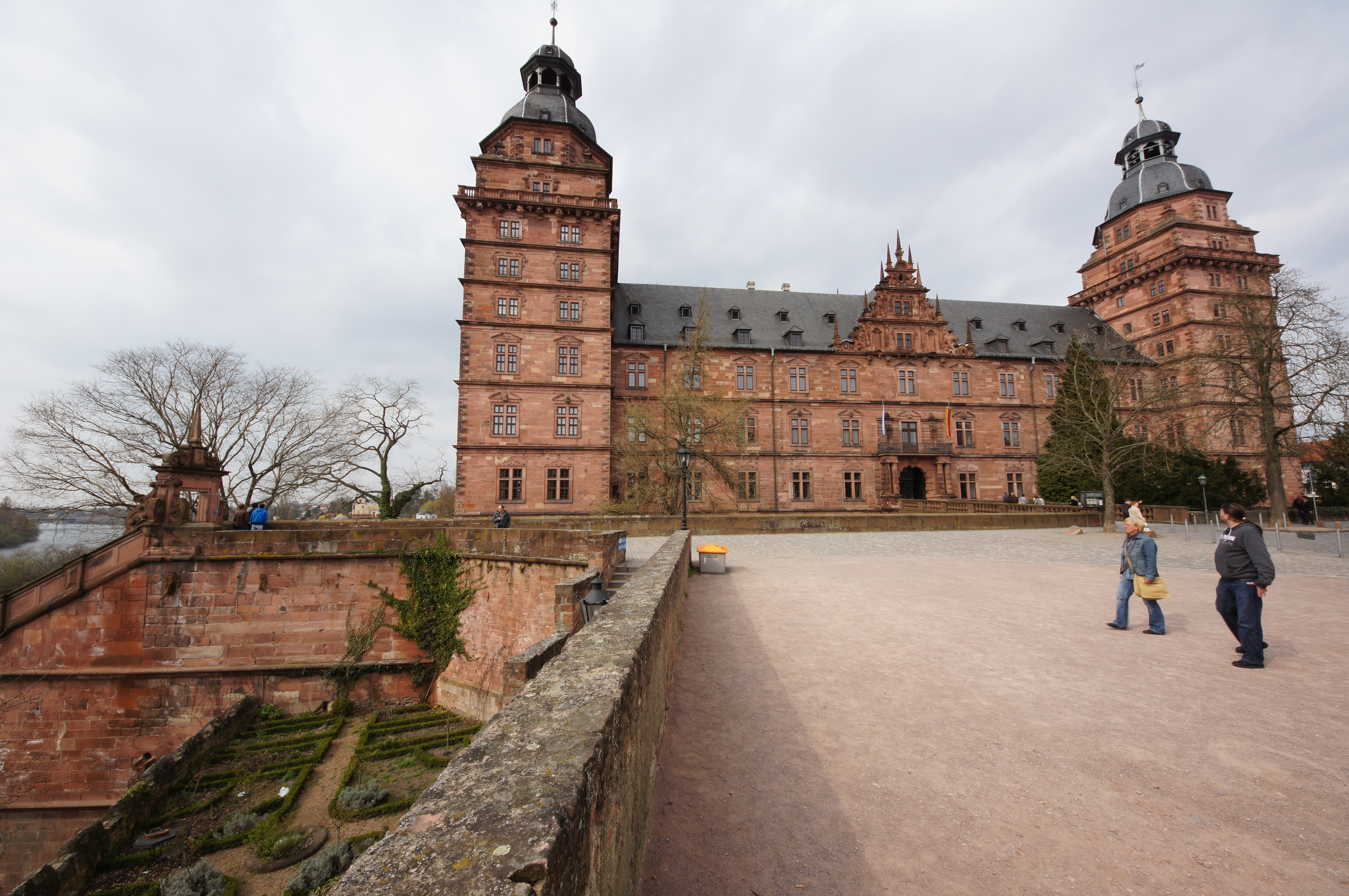
Замок Йоханнесбург

Спустя несколько лет, во время Тридцатилетней войны, в 1631 году, в город и замок вошли войска шведского короля Густава II Адольфа. Согласно историческому анекдоту, от сожжения разграбления замок спас священник-капуцин Бернхард фон Трир. Он передал королю ключи от города, и Густав II сказал, что будет очень жаль сжечь только что построенный замок, поскольку в Швецию его с собой забрать нельзя. На что остроумный капуцин ответил, что тогда замок можно туда укатить. В ответ на вопросительный взгляд Густава, священник указал рукой на колеса, украшавшие герб Майнца на каждом из многочисленных окон первого этажа. Шведский король рассмеялся и не тронул город.
Предпоследний курфюрст и архиепископ Майнца Фридрих Карл Йозеф фон Эрталь, бежавший из Майнца в Ашаффенбург в 1792 году от наступавших французских войск, перестроил внутреннюю часть дворца в стиле классицизма по планам придворного архитектора Эммануэля Херигойена. Эрталь перевез в Йоханнесбург ценную мебель, более 200 картин, библиотеку, алтарные облачения и утраченную во время Второй мировой войны коллекцию медных гравюр.
В марте и апреле 1945 года замок сильно пострадал от бомбежек и артиллерии и почти полностью сгорел. Восстановить Йоханнесбург помогли оригинальные рисунки Георга Ридингера. Интерьеры замка не сохранились, но были воссозданы для музейного использования. В 1964 году замок был вновь открыт. В нём находятся различные музеи и коллекции. Часть экспозиции была закрыта с 2015 года до 2019 года из-за реконструкции здания.

## Коллекции замка

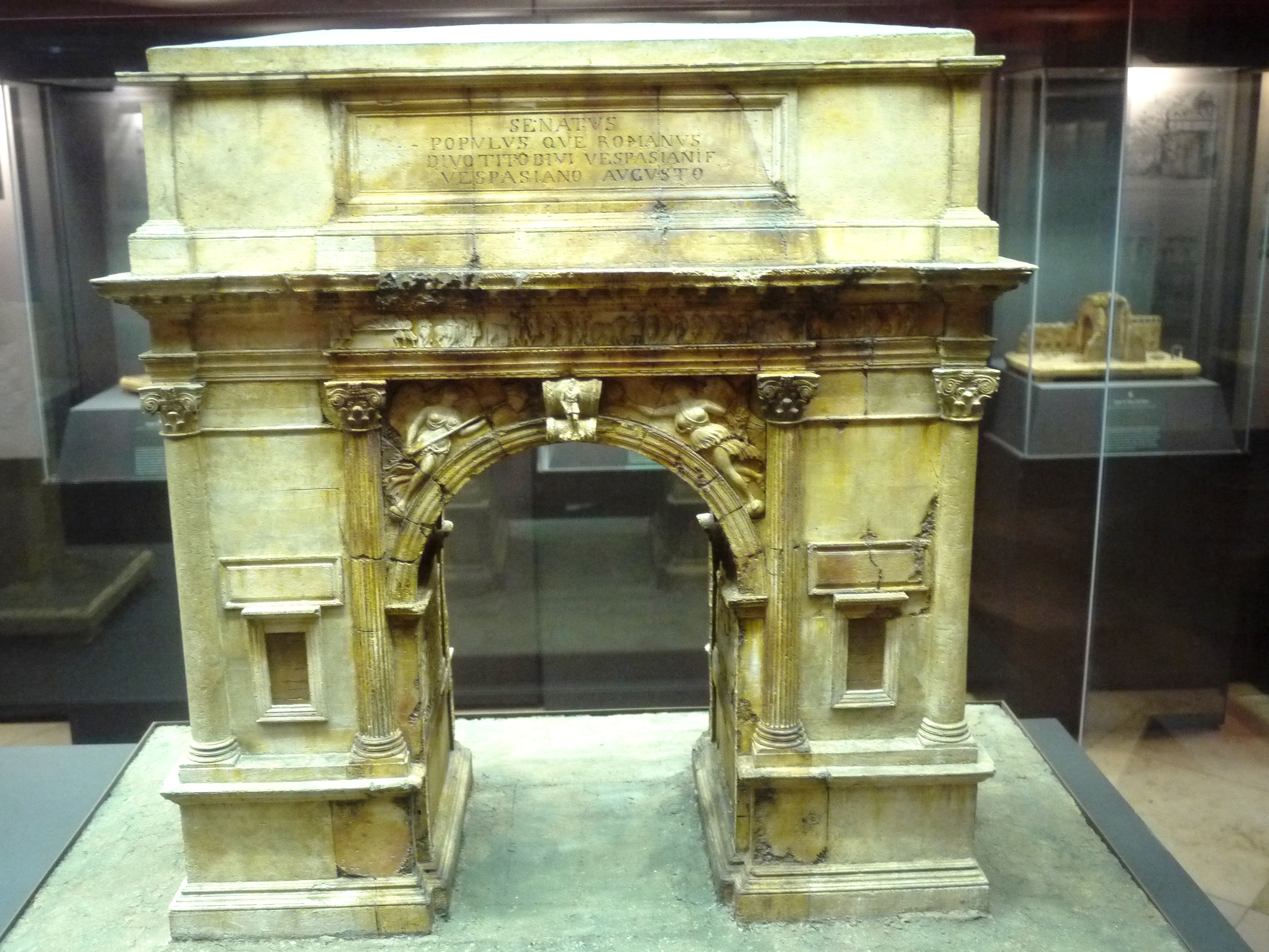
Триумфальная арка Константина в Риме. Архитектурный макет из пробкового дерева

- Государственная картинная галерея в Ашаффенбурге. В ней экспонируются картины Лукаса Кранаха Старшего, его сына, Лукаса Кранаха Младшего, их учеников (коллекция картин Кранаха в Ашаффенбурге считается лучшей в Европе). Также на выставке представлены произведения Ханса Бальдунга Грина, ученика Дюрера, большое количество картин голландских и фламандских живописцев XVII—XVIII веков, а также произведения выдающегося фламандского художника Питера Пауля Рубенса.
- Коллекция драгоценных алтарных облачений.
- Крупнейшая в мире коллекция архитектурных макетов из пробкового дерева, насчитывающая 54 экспоната. Её создавали с 1792 года придворный кондитер Карл Йозеф Мэй и его сын Георг.
- Часть городских музейных собраний. Это скульптуры, городские пейзажи, мебель, коллекции немецкой и зарубежной керамики, картины экспрессиониста Эрнста Людвига Кирхнера и представителя новой вещественности Кристиана Шада.
- Покои архиепископа Фридриха Карла Иосифа фон Эрталя периода 1800 года.
- Капелла замка (Schlosskirche)
- Придворная библиотека Ашаффенбурга[1].